# Собор новомучеников и исповедников Радонежских
Собор новомучеников и исповедников Ра́донежских — праздник Русской православной церкви, установлен в память новомучеников и исповедников Российских Радонежской земли (Сергиев Посад и окрестности). Текст службы праздника утверждён определением Священного синода Русской православной церкви 27 декабря 2011 года (журнал № 162).
Празднуется 10 декабря (27 ноября по старому стилю) — в этот день в 1937 году на Бутовском полигоне были расстреляны священномученики Иоанн Смирнов, Феодор Дорофеев, преподобномученики Кронид (Любимов), Ксенофонт (Бондаренко), Серафим (Крестьянинов), служившие в Троице-Сергиевой лавре и храмах Загорского района. День памяти включён в официальный церковный календарь.

## Список святых
В Собор входят:
- Священномученик Василий Соколов, протоиерей (ум. 1922, память 13 мая)
- Преподобноисповедник Родион (Фёдоров), архимандрит (ум. 1933, память 28 мая)
- Священномученик Мирон Ржепик, протоиерей (ум. 1937, память 31 августа)
- Мученица Татьяна Гримблит (ум. 1937, память 10 сентября)
- Преподобномученик Маврикий (Полетаев), архимандрит и с ним мученики Владимир Правдолюбов и Василий Кондратьев (ум. 1937, память 21 сентября)
- Священномученик Афанасий Докукин, священник (ум. 1937, память 26 сентября)
- Священномученик Симеон Лилеев, протоиерей (ум. 1937, память 30 сентября)
- Священномученик Павел Преображенский, протоиерей (ум. 1937, память 8 октября)
- Священномученик Василий Архангельский, протоиерей (ум. 1937, память 31 октября)
- Священномученик Илия Громогласов, священник (ум. 1937, память 22 ноября)
- Священномученик Василий Парийский, священник (ум. 1937, память 25 ноября)
- Священномученик Иоанн Смирнов, протоиерей (ум. 1937, память 27 ноября)
- Преподобномученик Кронид (Любимов), архимандрит, наместник Троице-Сергиевой лавры (ум. 1937, память 27 ноября)
- Преподобномученик Ксенофонт (Бондаренко), игумен (ум. 1937, память 27 ноября)
- Преподобномученик Серафим (Крестьянинов), игумен (ум. 1937, память 27 ноября)
- Священномученик Феодор Дорофеев, священник (ум. 1937, память 27 ноября)
- Священномученик Александр Туберовский, священник (ум. 1937, память 10 декабря)
- Священномученик Анатолий (Грисюк), митрополит Одесский (ум. 1938, память 10 января)
- Мученик Иоанн Попов (ум. 1938, память 26 января)
- Преподобномученица Анна (Макандина), послушница и Матрона (Макандина), монахиня (ум. 1938, память, 1 марта)
- Преподобномученик Феофан (Графов), иеродиакон (ум. 1938, память 5 марта)
- Священномученик Николай Беневоленский, протоиерей (ум. 1941, память 3 мая)
- Преподобномученик Валентин (Лукьянов), насельник лавры (ум. 1940, память 1 июня)[6]
- Преподобномученик Макарий (Телегин), насельник московского подворья лавры (ум. 1922, память 26 мая)[6]